# Айнсилем
Айнсилем, (Għajnsielem, «Весна мира») — муниципалитет на юго-востоке острова Гоцо, Мальта. Включает в себя также остров Комино. Население муниципалитета — 2570 человек (соответствует переписи 2005 года).
Название происходит от водного источника, вокруг которого ориентировочно в 1700 годах были построены общественные бани. Дословное значение топонима — «мирный источник». Достопримечательностями являются Залив Мгарр и рыбацкая деревня. Также интересна туристам старая францисканская церковь святого Антония

## Интересные места
- Залив Мджарр-иш-Шини (англ.)
- Форт Чембрей
- Lourdes Chapel and Lourdes Home
- Святилище Нашей Госпожи Лорето
- Пьяцца тад-Дехра
- Церковь святого Антония
- Гарлезская башня
- Башня Мгарр икс-Сини
- Базилика  Та’Пину
- Комино

## Основные дороги города Айнсилем
- Pjazza Indipendenza (Площадь независимости)
- Pjazza Loreto (Площадь Лорето)
- Triq Borġ Għarib (Дорога Триг Борг)
- Triq il-Fawwara
- Triq il-Ġnien (Садовая улица)
- Triq il-Ħamri
- Triq il-Qala (Улица Кала)
- Triq in-Nadur (Улица Надур)
- Triq ix-Xatt (Прибрежная улица)
- Triq iż-Żewwieqa
- Triq l-Imġarr (Дорога Мгарр)
- Triq Sant' Antnin (Дорога Святого Антония)

## Внешние ссылки
- Official website
- Radju Lauretana